# Ujung Tanoh
Ujung Tanoh is een bestuurslaag in het regentschap Aceh Selatan van de provincie Atjeh, Indonesië. Ujung Tanoh telt 813 inwoners (volkstelling 2010).